# Tadeusz Zieliński (powstaniec warszawski)
Tadeusz Zieliński (ur. 12 lipca 1903 w Szemborowie, powiat rypiński, zm. 29 lutego 1988 w Poznaniu) – plutonowy podchorąży Armii Krajowej, kawaler Krzyża Srebrnego Orderu Wojennego Virtuti Militari.

## Życiorys
Syn Stefana i Eugenii z domu Zembrzuskiej. Jako ochotnik wziął udział w wojnie polsko-bolszewickiej (w szeregach 32 pułku piechoty i 205 ochotniczego pułku piechoty). Maturę zdał w gimnazjum w Płońsku (1924). Student Wydziału Prawa Uniwersytetu Warszawskiego (1924–1929) oraz Wydziału Społecznego warszawskiej Szkoły Nauk Politycznych (1930–1934). Zatrudniony był jako nauczyciel szkół powszechnych w Warszawie i okolicach, a od 1930 na stanowisku referenta w Ministerstwie Pracy i Opieki Społecznej. We wrześniu 1939 wziął udział w obronie Warszawy.
Od marca 1942 w Armii Krajowej, w powstaniu warszawskim dowodził samochodem opancerzonym „Kubuś” i zajmował stanowisko zastępcy dowódcy plutonu Kolumny Motorowej „Wydra” w Zgrupowaniu „Krybar”. Uczestnik walk na Powiślu, w Śródmieściu i ataku na Uniwersytet, ranny 23 sierpnia 1944. Rozkazem dowódcy AK z 25 września 1944 odznaczony Krzyżem Srebrnym Orderu Virtuti Militari – za wyjątkową osobistą odwagę, dobry przykład dla otoczenia i dodatnie wyniki w dowodzeniu.
Po upadku powstania uciekł pod Ożarowem z transportu jeńców. Od 1949 mieszkał i pracował w Poznaniu. Zatrudniony był na stanowiskach kierowniczych w związkach spółdzielczych. Na emeryturze od grudnia 1970. W 1930 zawarł związek małżeński z Ireną z domu Wójcicką, z którą miał córkę Barbarę. Zmarł w Poznaniu i spoczywa na tamtejszym cmentarzu Miłostowo (pole: 7, rząd: 14, miejsce: 699).

## Odznaczenia
- Krzyż Srebrny Orderu Wojennego Virtuti Militari
- Krzyż Armii Krajowej
- Warszawski Krzyż Powstańczy